# Полянецька сільська рада (Уманський район)
Поляне́цька сільська́ ра́да — адміністративно-територіальна одиниця та орган місцевого самоврядування в Уманському районі Черкаської області. Адміністративний центр — село Полянецьке.

## Загальні відомості
- Населення ради: 1 291 особа (станом на 2001 рік)

## Населені пункти
Сільській раді підпорядковані населені пункти:
- с. Полянецьке

## Склад ради
Рада складається з 16 депутатів та голови.
- Голова ради: Коритник Володимир Дмитрович
- Секретар ради: Кримінська Наталія Олексіївна

### Керівний склад попередніх скликань
| Прізвище, ім'я, по батькові  | Основні відомості                                                 | Дата обрання | Дата звільнення |
| ---------------------------- | ----------------------------------------------------------------- | ------------ | --------------- |
| Коритник Володимир Дмитрович | Сільський голова, 1962 року народження, освіта вища, безпартійний | 26.03.2006   | 31.10.2010      |
| Коритник Володимир Дмитрович | Сільський голова, 1962 року народження, освіта вища               | 31.10.2010   |                 |

Примітка: таблиця складена за даними сайту Верховної Ради України

### Депутати
За результатами місцевих виборів 2010 року депутатами ради стали:

#### За суб'єктами висування
| Суб'єкт висування | Кількість обраних депутатів | %   |
| ----------------- | --------------------------- | --- |
| Партія регіонів   | 16                          | 100 |

#### За округами
| № округу        | Прізвище, ім'я, по батькові      | Дата визнання обраним | Освіта             | Партійна приналежність | Відомості про обраного депутата                                       |
| --------------- | -------------------------------- | --------------------- | ------------------ | ---------------------- | --------------------------------------------------------------------- |
| Партія регіонів |                                  |                       |                    |                        |                                                                       |
| 1               | Прокопенко Наталія Іванівна      | 31.10.2010            | вища               | позапартійна           | Головний бухгалтер, тОВ"Поляиецьке"                                   |
| 2               | Шмалюх Віталій Володимирович     | 31.10.2010            | середня            | позапартійний          | приватний підприємець                                                 |
| 3               | Гут Катерина Петрівна            | 31.10.2010            | середня спеціальна | позапартійна           | Страховий агент, страхова кампанія                                    |
| 4               | Бондаренко Лариса Петрівна       | 31.10.2010            | середня            | позапартійна           | Соціальний працівник, територіальний центр соціального обслуговування |
| 5               | Кримінська Наталія Олексіївна    | 31.10.2010            | вища               | позапартійна           | секретар, сільська рада                                               |
| 6               | Роїк Віталій Трохимович          | 31.10.2010            | середня            | позапартійний          | завідувач господарства, загальноосвітня школа                         |
| 7               | Устенко Наталія Олексіївна       | 31.10.2010            | середня спеціальна | позапартійна           | вихователь, дошкільний навчальний заклад                              |
| 8               | Бондар Іван Демидович            | 31.10.2010            | середня            | позапартійний          | пенсіонер                                                             |
| 9               | Браславська Ірина Павлівна       | 31.10.2010            | вища               | позапартійна           | загальноосвітня школа, вчитель                                        |
| 10              | Нестеренко Олександр Васильович  | 31.10.2010            | середня спеціальна | позапартійний          | приватний підприємець                                                 |
| 11              | Приходько Олег Михайлович        | 31.10.2010            | середня            | позапартійний          | тимчасово не працює                                                   |
| 12              | Білаш Оксана Михайлівна          | 31.10.2010            | середня спеціальна | позапартійна           | Спеціаліст по соціальному захисту, сільська рада                      |
| 13              | Прокопенко Віталій Володимирович | 31.10.2010            | середня            | позапартійний          | пожежник, сДПЧ-8 М.Умань                                              |
| 14              | Шмалюх Сергій Сергійович         | 31.10.2010            | вища               | позапартійний          | загальноосвітня школа, вчитель                                        |
| 15              | Назаренко Валентина Петрівна     | 31.10.2010            | вища               | позапартійна           | загальноосвітня школа, вчитель                                        |
| 16              | Бондар Віра Валентинівна         | 31.10.2010            | середня            | позапартійна           | бібліотекар, загальноосвітня школа                                    |